# Вязникова, Ксения Борисовна
Ксения Борисовна Вязникова (род. 4 ноября 1978, Москва) — российская оперная певица (меццо-сопрано), Заслуженная артистка РФ (2008), ведущая солистка Московского музыкального театра «Геликон-опера» под руководством Дмитрия Бертмана, приглашённая солистка ГАБТ.

## Биография
Родилась в Москве. Окончила Академическое музыкальное училище при МГК им. Чайковского (класс К. П. Тихоновой) и Московскую государственную консерваторию им. П. И. Чайковского (класс Народной артистки РСФСР, доцента Л. А. Никитиной и Народной артистки СССР, профессора Н. С. Исаковой). Дипломной работой Ксении в консерватории была партия Любаши в опере Н. А. Римского-Корсакова «Царская невеста». После окончания консерватории проходила стажировку в Венской музыкальной академии (класс Ингеборг Вамзер). Во время стажировки подготовила несколько оперных партий (Азучена в опере Дж. Верди «Трубадур», Керубино в опере В. А. Моцарта «Свадьба Фигаро», Кармен в опере Ж.Бизе «Кармен» и Далила в опере К.Сен-Санса «Самсон и Далила»), которые были исполнены в постановках Венской государственной оперы и Чешской национальной оперы в Брно. После обучения по приглашению Народного артиста СССР, профессора Б. А. Покровского стала солисткой Московского камерного музыкального театра, где в течение 5 лет исполнила 25 ролей.
В совместном проекте Татарского государственного театра оперы и балета им. М.Джалиля и голландской прокатной компании «Euro stage» принимала участие в постановке оперы Моцарта «Свадьба Фигаро», исполнив партию Керубино.
На сцене театра «Геликон-опера» Ксения дебютировала в опере А.Берга «Лулу», поставленной Дмитрием Бертманом, после чего была приглашена в труппу театра, и с тех пор является одной из ведущих солисток, исполняя главные партии меццо-сопрано. С режиссёром Дмитрием Бертманом певица сотрудничает не только в постановках на сцене «Геликон-оперы», но и за рубежом (Фенена в опере Дж. Верди «Набукко» в Дижоне и Париже, Амнерис в опере Дж. Верди «Аида» в Масси).
Участвовала в Первом оперном фестивале «Самарская весна», где исполнила партию Амнерис в опере Верди «Аида», а также приняла участие в гала-концерте. Неоднократно выступала на Собиновском фестивале в Саратове и Шаляпинском фестивале в Казани.
В 2009 году стала приглашённой солисткой Большого театра, дебютировав в опере А.Берга «Воццек» (режиссёр Дмитрий Черняков). Также была приглашена и на другие партии: Марина Мнишек («Борис Годунов» М. Мусоргского), Аннина («Кавалер розы» Р. Штрауса), Смеральдина («Любовь к трём апельсинам» С. Прокофьева), Флора («Травиата» Дж. Верди), Любаша («Царская невеста» Н. Римского-Корсакова), Мать, Китайская чашка, Стрекоза, Пастух («Дитя и волшебство» М.Равеля), Маленькая разбойница («История Кая и Герды» С.Баневича).
Певица сотрудничала с известными дирижёрами, среди которых Хельмут Риллинг, Марко Боэми, Кент Нагано, Дамиан Иорио, Франческо Кватрокки, Оливер Диаз, Ян Латам-Кёниг, Владимир Федосеев, Владимир Понькин, Теодор Курентзис, Владимир Юровский, Евгений Бражник.
Ксения Вязникова успешно занимается не только исполнительской, но и педагогической деятельностью, занимает должность доцента кафедры вокального искусства Института «Академия имени Маймонида» ФГБОУ ВО «РГУ им. А. Н. Косыгина».

## Гастроли
Артистка выступала на сценах более 25 российских городов, а также на мировых сценах.
В 2009 году исполняла роль Кармен на сцене Пражской государственной оперы.
В 2013 году в филармонии Баден-Бадена (Германия) состоялся сольный концерт Ксении (музыкальный руководитель П.Балефф).
В 2014 году выступила на сцене Комической оперы Берлина в «Огненном ангеле» С. С. Прокофьева (партии Гадалки и Настоятельницы монастыря) и «Солдатах» Б.Циммермана (партия матери Везенера).
В 2019 году в Национальной опере Лиона исполнила партию Княгини в опере П. И. Чайковского «Чародейка» (дирижёр Д.Рустиони, режиссёр А. Жолдак).
В 2020 году в Городской театр Клагенфурта (Австрия) исполнила партию Клитемнестры в опере Р. Штрауса «Электра» (дирижёр Н.Картье, режиссёр С.Леви), а в 2021 году — партии Фрики и Вальтрауты в опере Р.Вагнера «Валькирия» (дирижёр Н.Милтон, режиссёр А.Штиль).

## Репертуар

### Оперные партии
Беллини «Норма» — Адальжиза
Берг «Воццек» — Маргрет
Берг «Лулу» — Графиня Гёшвиц
Бизе «Кармен» — Кармен
Бородин «Князь Игорь» — Кончаковна
Вагнер «Валькирия» — Фрика, Вальтраута
Вагнер «Золото Рейна» — Фрика, Эрда
Вагнер «Лоэнгрин» — Ортруда
Вагнер «Зигфрид» — Эрда
Вагнер «Гибель богов» — Вальтраута, 1 и 2 норны
Вайль «Семь смертных грехов» — Анна
Верди «Аида» — Амнерис
Верди «Бал-маскарад» — Ульрика
Верди «Риголетто» — Маддалена
Верди «Травиата» — Флора
Верди «Трубадур» — Азучена
Верди «Фальстаф» — Мисс Квикли
Верди «Набукко» — Фенена
Вольф-Феррари «Четыре самодура» — Маргарита
Гендель «Юлий Цезарь» — Корнелия
Дворжак «Русалка» — Баба Яга
Моцарт «Свадьба Фигаро» — Керубино, Марселина
Моцарт «Милосердие Тита» — Секстус
Моцарт «Аполлон и Гиацинт» — Зефир
Моцарт «Так поступают все» — Дорабелла
Мусоргский «Хованщина» — Марфа
Мусоргский «Сорочинская ярмарка» — Хивря
Мусоргский «Борис Годунов» — Марина Мнишек
Оффенбах «Остров Тюлипатан» — Теодорина
Пуленк «Диалоги Кармелиток» — Мадам де Круасси
Прокофьев «Игрок» — Бабуленька
Прокофьев «Любовь к трём апельсинам» — Клариче, Смеральдина
Прокофьев «Упавший с неба» — Клавдия, мать Алексея
Прокофьев «Огненный ангел» — Гадалка, Настоятельница
Пуччини «Плащ» — Фругола
Пуччини «Джанни Скикки» — Дзита (Старуха)
Пуччини «Сестра Анджелика» — Герцогиня
Сен-Санс «Самсон и Далила» — Далила
Стравинский «Мавра» — Мать
Стравинский «Царь Эдип» — Иокаста
Стравинский «Соловей» — Смерть
Тухманов «Царица» — Императрица Екатерина Великая
Равель «Дитя и волшебство» — Мать, Китайская чашка, Стрекоза, Пастух
Римский-Корсаков «Царская невеста» — Любаша
Римский-Корсаков «Кащей Бессмертный» — Кащеевна
Римский-Корсаков «Садко» — Любава
Римский-Корсаков «Золотой петушок» — ключница Амелфа
Шостакович «Нос» — Подточина
Шостакович «Леди Макбет Мценского уезда» — Сонетка
Штраус «Летучая мышь» — Орловский
Штраус «Электра» — Клитемнестра
Штраус «Кавалер розы» — Аннина
Штраус «Саломея» — Иродиада
Танеев «Орестея» — Клитемнестра
Чайковский «Евгений Онегин» — Филипьевна (няня)
Чайковский «Мазепа» — Любовь Кочубей
Чайковский «Пиковая дама» — Графиня, Полина, Миловзор
Чайковский «Чародейка» — Княгиня
Хумпердинк «Гензель и Гретль» — Мать
Циммерман «Солдаты» — мать Везенера
Щедрин «Не только любовь» — Варвара

### Сольные партии меццо-сопрано в произведениях кантатно-ораториального жанра
Перголези «Stabat Mater»
Бах «Магнификат»
Бах «Месса h-moll»
Бах Кантаты № 109 и № 114
Верди «Реквием»
Гайдн «Месса»
Гендель «Мессия»
Моцарт «Реквием»
Прокофьев «Александр Невский»
Рахманинов «Всенощное бдение»
Чайковский «Москва»
В концертном репертуаре певицы романсы и песни русских и зарубежных авторов — М.Глинки, М.Мусоргского, П.Чайковского, С.Рахманинова, Ф.Шуберта, Р.Штрауса, К.Вайля и др.

## Награды и звания
- Медаль «За труды в культуре и искусстве» (10 марта 2025 года) — за вклад в развитие отечественной культуры и искусства, многолетнюю плодотворную деятельность[6]
- Заслуженная артистка Российской Федерации (8 февраля 2008 года) — за заслуги в области искусства[7][8]
- II премия Международного конкурса имени Н. Печковского (Россия)
- Дипломант Международного конкурса имени Н. А. Римского-Корсакова (Россия)
- I премия Международного конкурсах вокалистов имени Ф. Шуберта (Россия)
- Стипендиат программы «Новые имена планеты»

## Записи
Записала редко исполняемые камерные произведения Брамса «Прекрасная Магелона», «Четыре строгих напева» и симфоническую поэму Берлиоза «Ромео и Джульетта». Российский канал «Культура» осуществил фондовую запись оперы Моцарта «Свадьба Фигаро», где певица исполнила партию Керубино, а также запись оперы «Мазепа» в постановке театра «Геликон-опера» с Ксенией Вязниковой в роли Любовь Кочубей.